# Buštěhrad
Buštěhrad (jusqu'en 1879 : Buckov ; en allemand : Buschtiehrad, auparavant Butzkow) est une ville du district de Kladno, dans la région de Bohême-Centrale, en Tchéquie. Sa population s'élevait à 3 995 habitants en 2024.

## Géographie
Buštěhrad se trouve à 7 km au nord-est de Kladno et à 20 km au nord-ouest du centre de Prague.
La commune est limitée par Kladno à l'ouest et au nord-ouest, par Stehelčeves au nord, par Zájezd et Makotřasy à l'est, et par Lidice et Hřebeč à l'ouest.

## Histoire
La première mention écrite du village date de 1209.
Un château fut construit à partir des années 1699-1700 par Anne Marie Françoise de Saxe Lauenbourg, par son second mariage grande-duchesse de Toscane.
Les aménagements de la période baroque (1747-1753) sont l'œuvre des architectes Kilian Ignace Dientzenhofer et Anselmo Lurago.
Au XIXe siècle, le château devient la propriété de la Maison de Habsbourg.
De 1833 à 1836, le Roi de France Charles X en exil à Prague, y réside avec sa suite à la belle saison.
C'est dans cette demeure qu'est fêtée, le 29 septembre 1833, la majorité dynastique du petit-fils de Charles X, Henri d'Artois, en présence de légitimistes français, dont Chateaubriand, qui passa deux nuits à Bustehrad du 27 au 29 septembre 1833 et a laissé un récit de cet anniversaire dans ses Mémoires d'outre-tombe.
Après 1918, le château devient la propriété de l'Etat tchécoslovaque et est affecté à plusieurs organismes publics.
En 1992, le château est acheté par une société privée, en vue de sa conversion en complexe hôtelier, mais ce projet n'aboutit pas et en 2003, la municipalité achète un édifice à l'état dégradé.
D'importants travaux de rénovation sont alors entrepris, afin de permettre l'aménagement de l'édifice en mairie, bibliothèque municipale et centre d'information touristique.
Le château était entouré d'un parc clos de murs, qui a été en partie bâti au XXe siècle.
Une chapelle le jouxte, en prolongement de son aile gauche, chapelle transformée en église paroissiale par l'Empereur François Joseph 1er à la fin du XIXe siècle, sous le vocable de l'exaltation de la Sainte Croix.

## Galerie

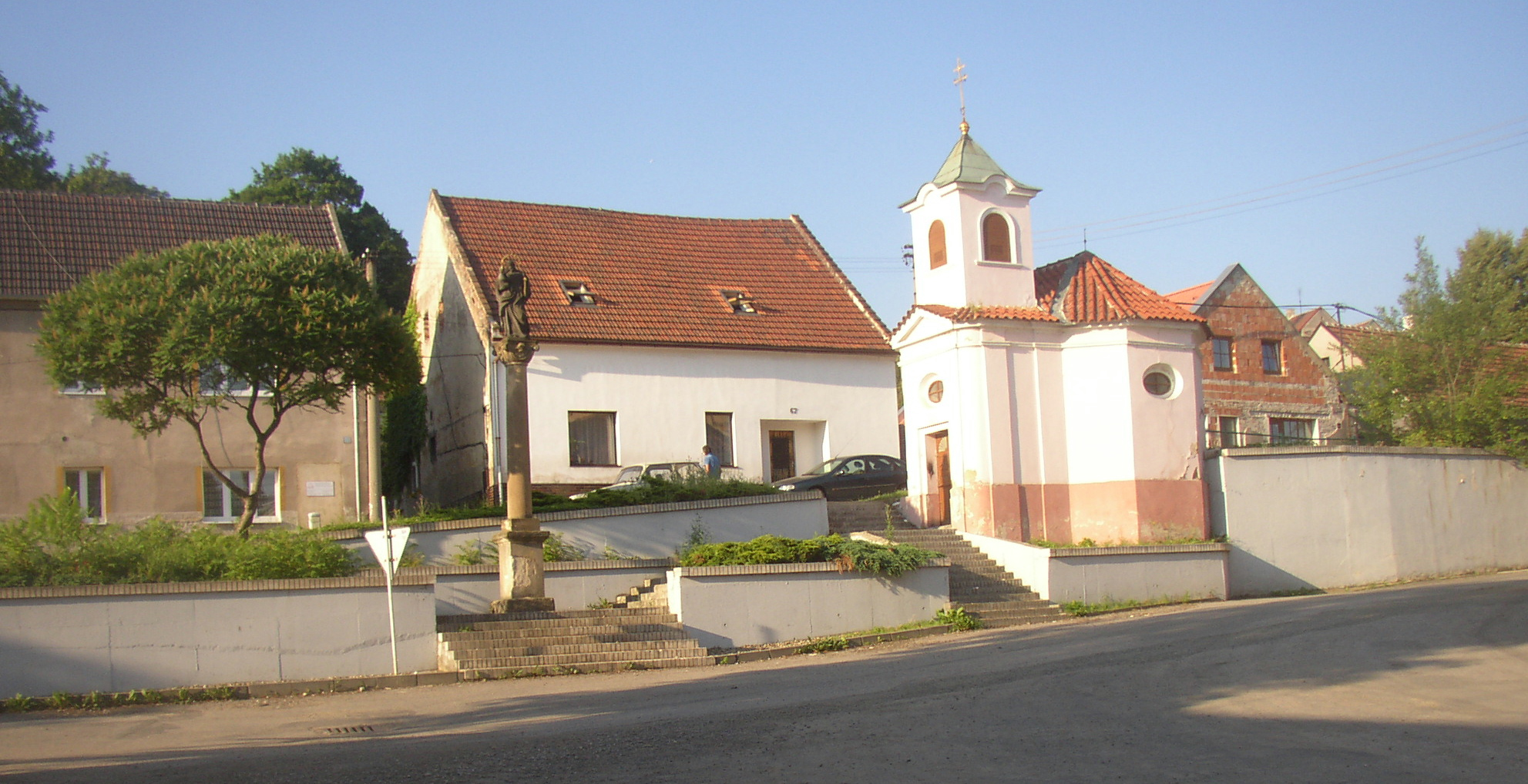
Chapelle à Buštěhrad.
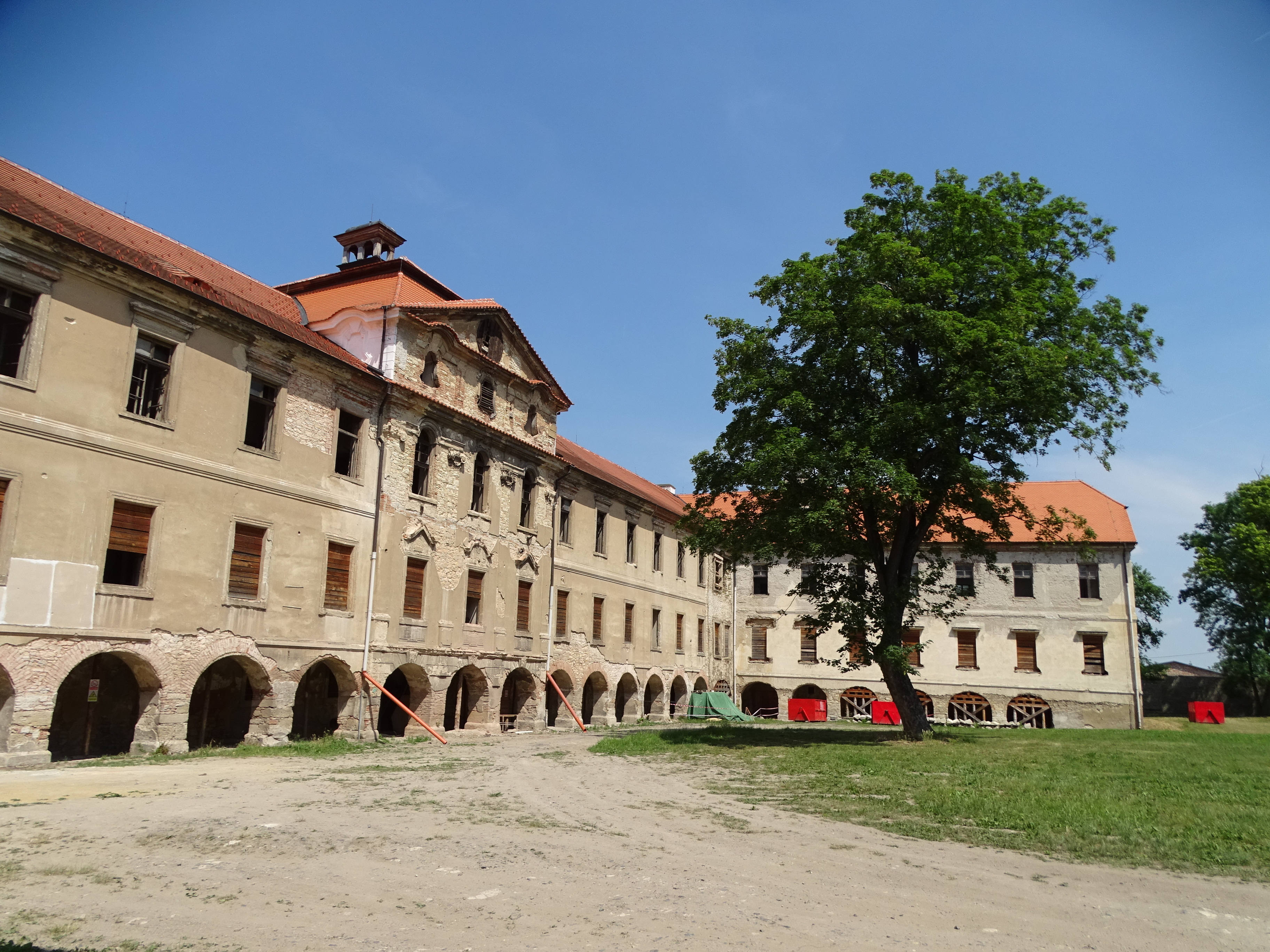
Château de Buštěhrad.
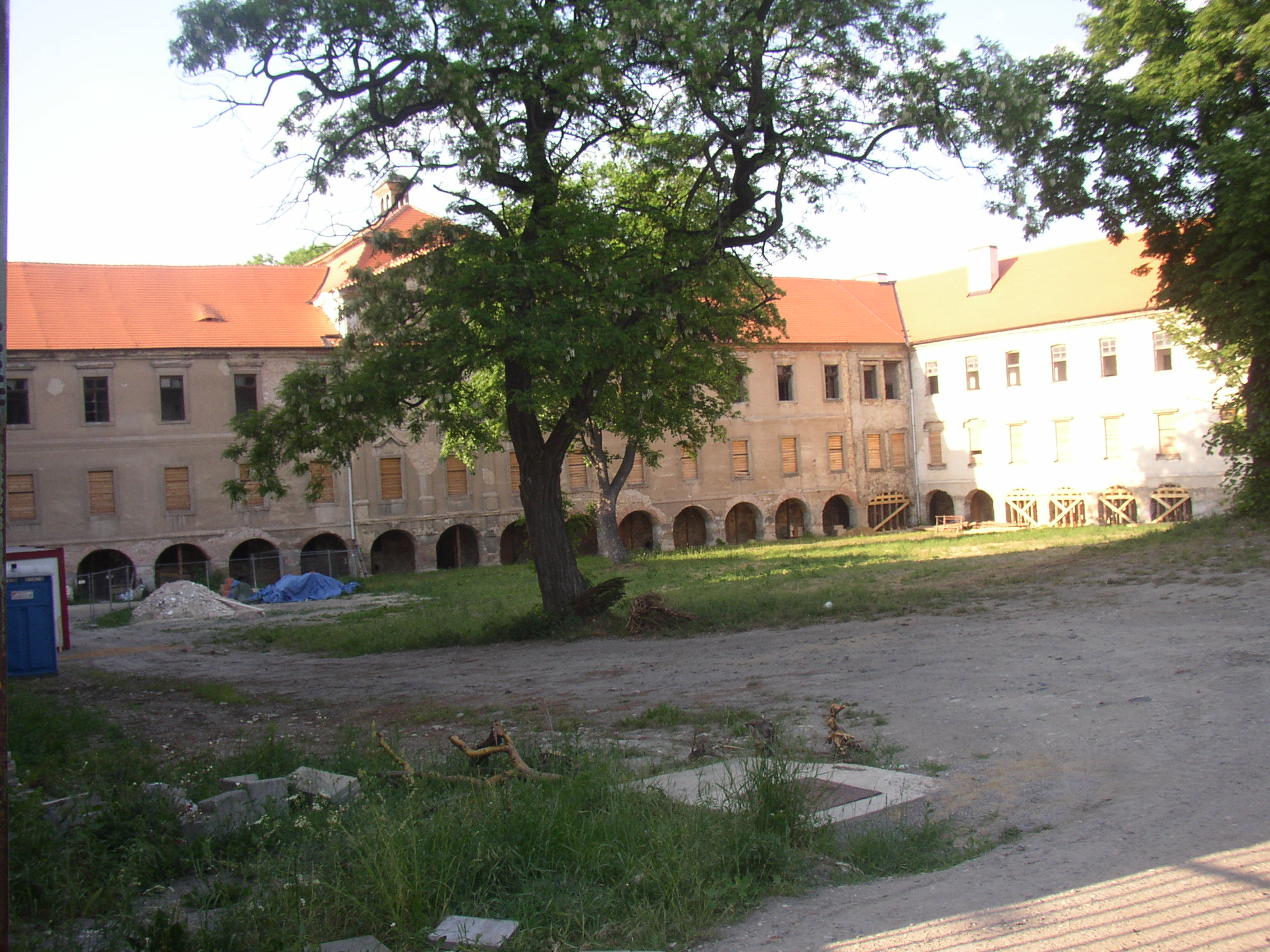
Bustehrad - Château
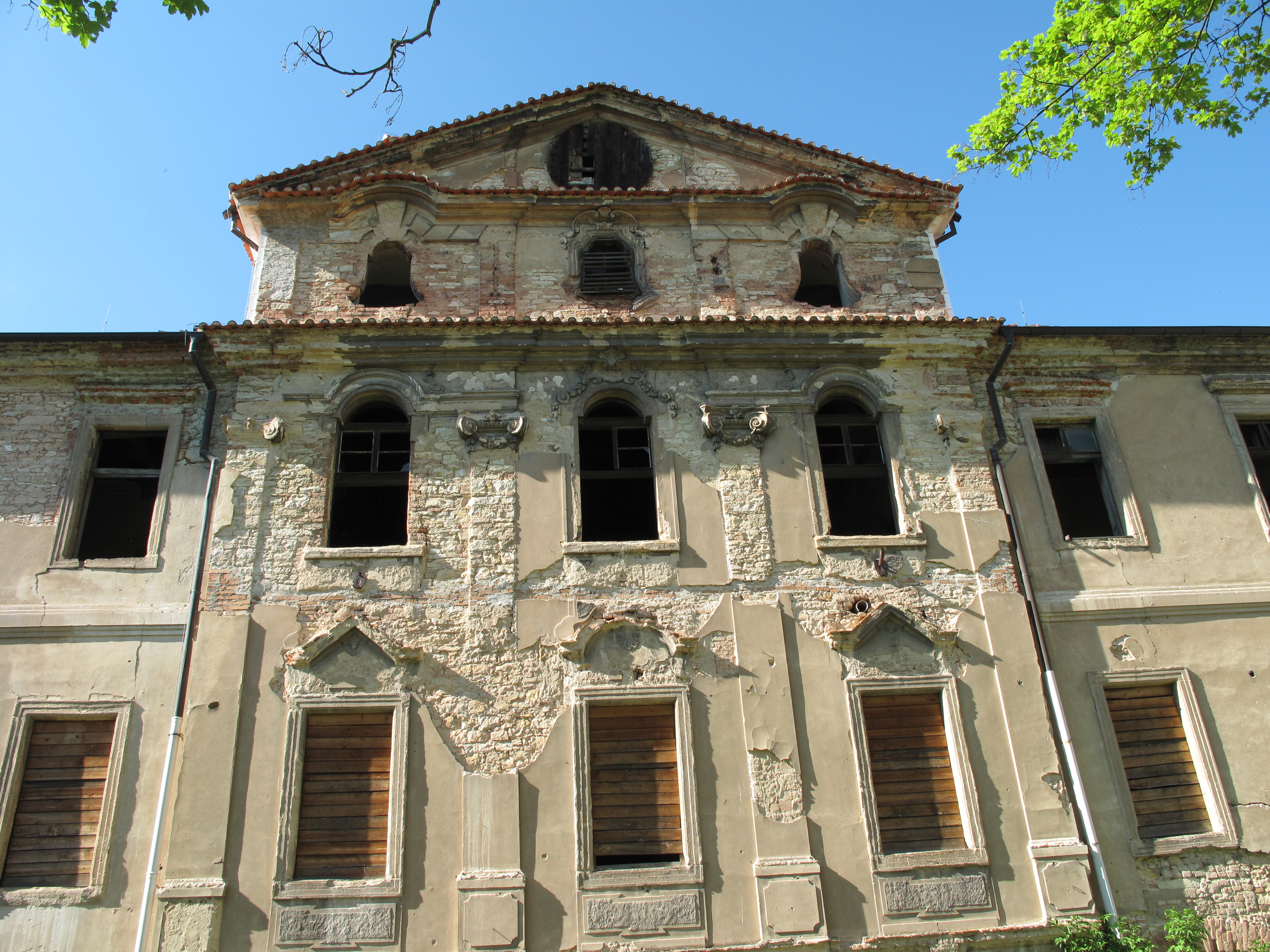
Bustehrad - Château, avant-corps central de la façade sur cour du château
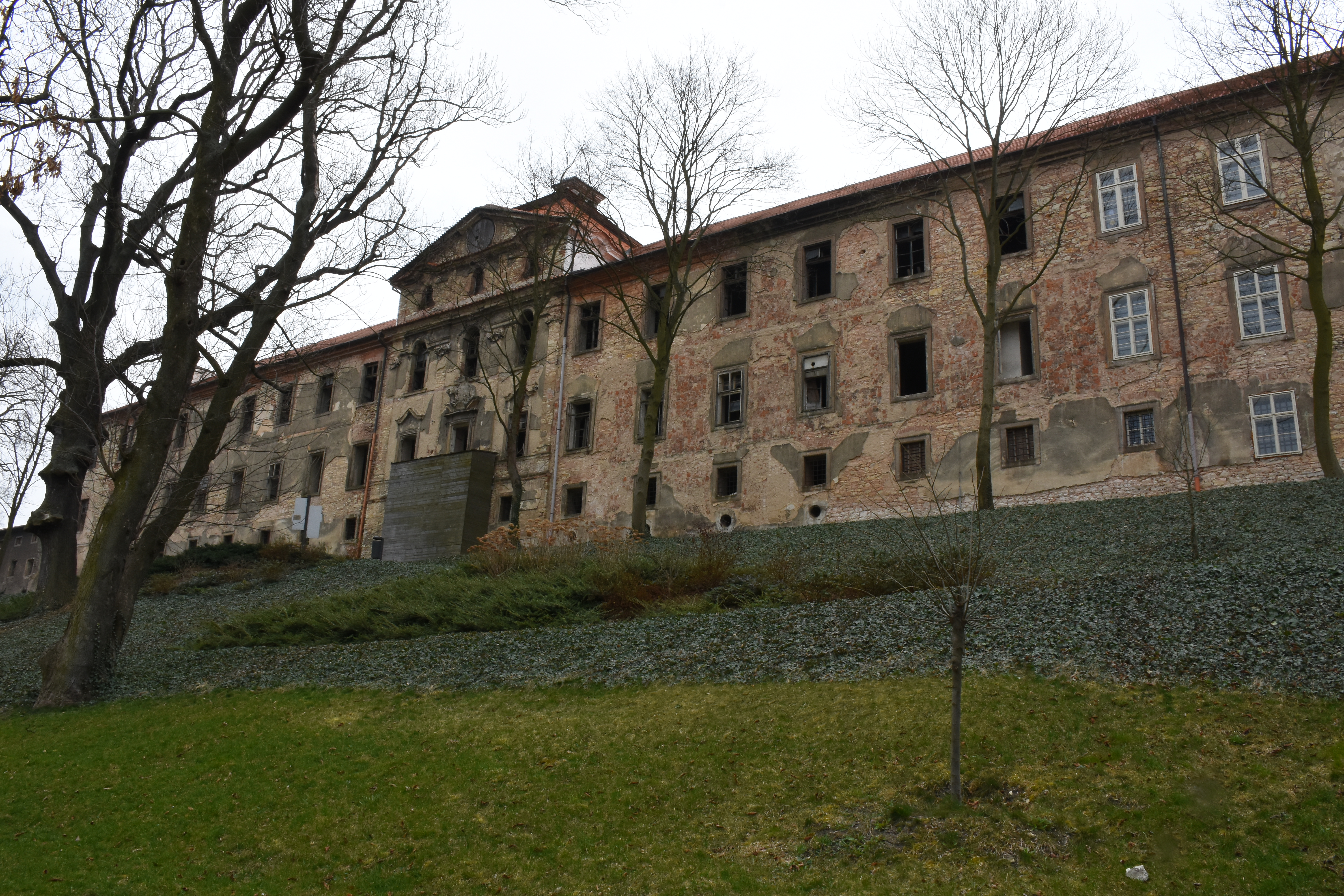
Bustehrad - façade postérieure du château
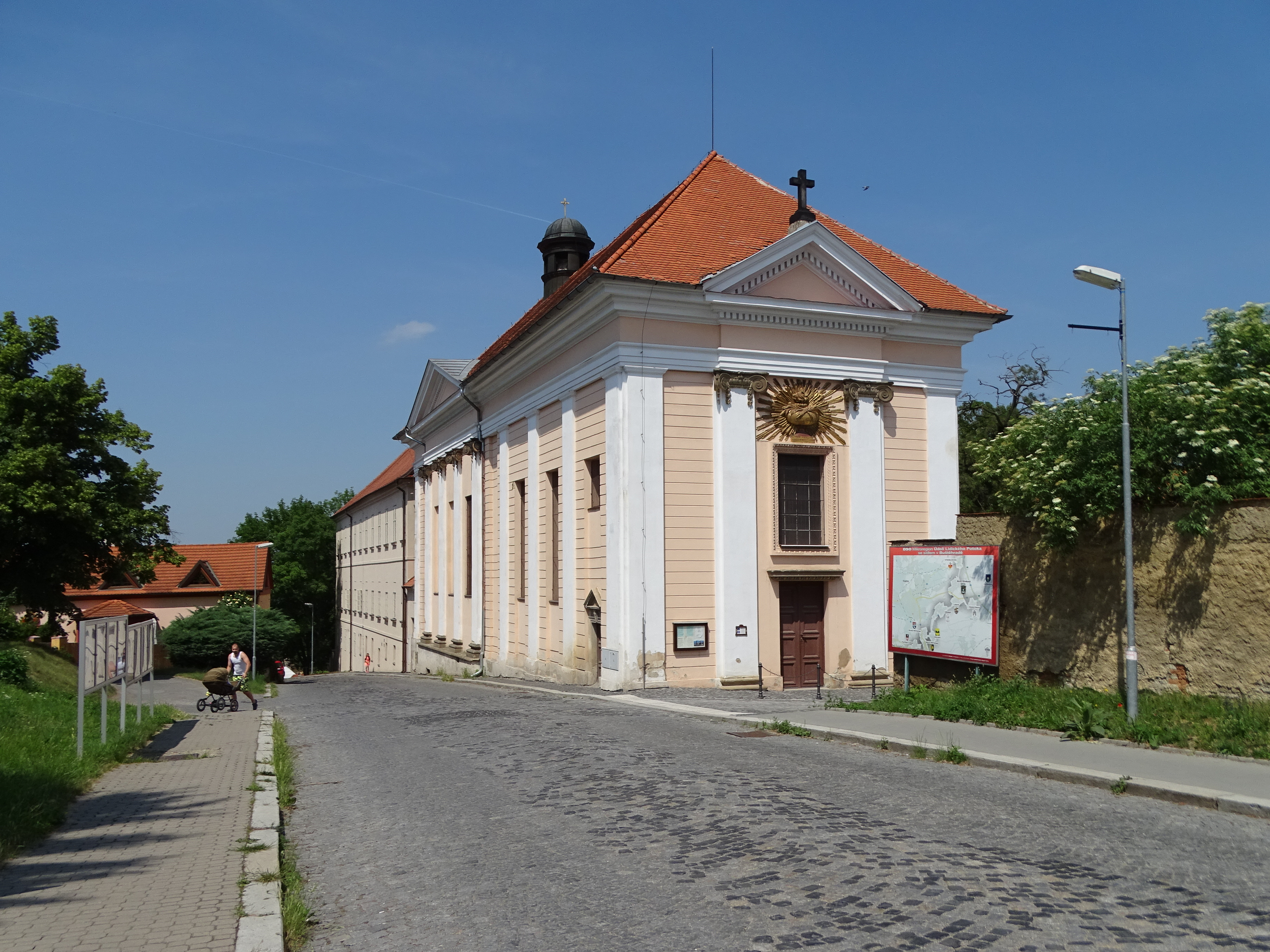
Bustehrad - Église de l'Exaltation de la Sainte-Croix, à l'extrémité de l'aile gauche du château
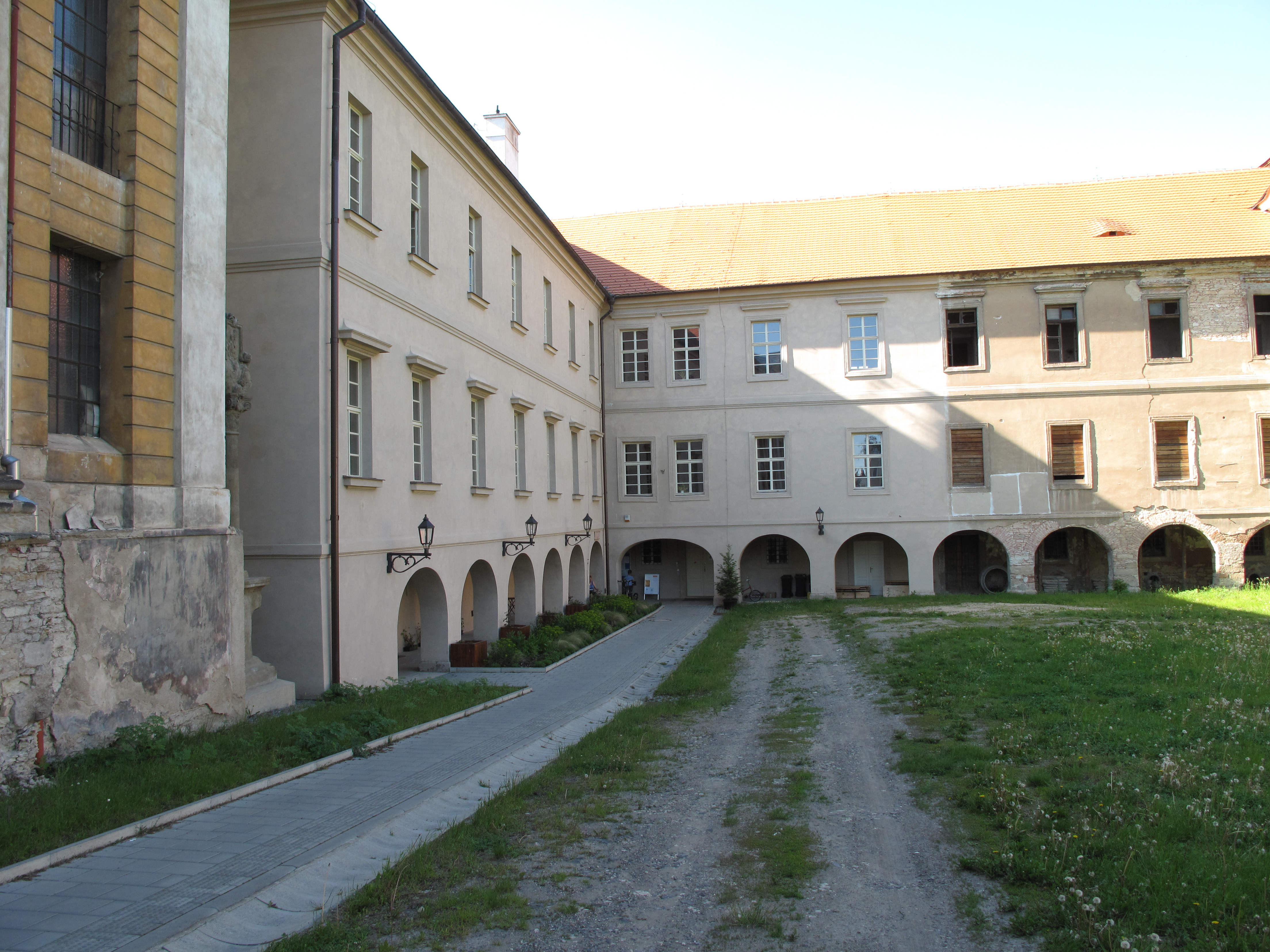
Bustehrad - Aile gauche du château

## Transports
Par la route, Buštěhrad se trouve à 6,5 km de Kladno et à 23 km de Prague.